# Јесен стиже, Дуњо моја (ТВ серија)
Јесен стиже, Дуњо моја је српска телевизијска серија настала по трилогији филмова Јесен стиже, Дуњо моја, Коњи врани и Бледи месец у режији Љубише Самарџића. Сценарио су написали Ђорђе Милосављевић и Тони Матулић.

## Радња
Серија прати живот Саве Лађарског од периода када је био момак из сиромашне породице у годинама пред Први светски рат, па све до времена средине тридесетих година двадесетог века, када његова ћерка Дуња постане пунолетна.

## Улоге
| Глумац                                     | Улога                          |
| ------------------------------------------ | ------------------------------ |
| Љубиша Самарџић                            | Живота Станимировић            |
| Бранислав Трифуновић (касније Милан Васић) | Сава Лађарски                  |
| Марија Каран                               | Марија Станимировић            |
| Калина Ковачевић                           | Аница Гранфилд                 |
| Марта Узелац (касније Мирка Васиљевић)     | Дуња Лађарски                  |
| Никша Кушељ                                | Филип Суводол - Филип Бели     |
| Рената Улмански                            | Александрина Главацки          |
| Немања Јаничић                             | Александар Главацки / Гранфилд |
| Милена Васић Ражнатовић                    | Милина Брђевић                 |
| Андрија Милошевић                          | Гаврило Брђевић                |
| Игор Дамјановић                            | Фридрих Велики                 |
| Милорад Мандић                             | скелеџија 1                    |
| Бранислав Чубрило                          | скелеџија 2                    |
| Ђорђе Ерчевић                              | алас Жућа                      |
| Горан Навојец                              | Реџа Ас                        |
| Бранко Бабовић                             | конобар Риста                  |
| Синиша Убовић                              | Чаба                           |
| Дејан Луткић                               | адвокат Младен Спирић          |
| Драган Вујић                               | адвокат Голдштајн              |
| Борис Миливојевић                          | Циганин / Цицмил               |
| Драгомир Пешић                             | господин                       |
| Рада Ђуричин                               | Савина мајка                   |
| Воја Брајовић                              | Савин отац                     |
| Зинаида Дедакин                            | Берта                          |
| Игор Ђорђевић                              | кум Петрашин                   |
| Сања Ристић                                | Даша                           |
| Славко Штимац                              | Кир Теодор                     |
| Љубомир Бандовић                           | Рама                           |
| Предраг Ејдус                              | Јосип Гранфилд                 |
| Иво Грегуревић                             | Ваван                          |
| Слободан Нинковић                          | Тимотије (Савин ујак)          |
| Александар Сет                             | дете                           |
| Наташа Балог                               | Флорина                        |
| Новак Билбија                              | пуковник                       |
| Бранимир Брстина                           | власник чарде                  |
| Ивана Ђокић                                | Еугенија                       |
| Александра Ђурић                           | Леонора                        |
| Небојша Илић                               | кувар                          |
| Срђан Ивановић                             | Салашар                        |
| Даница Максимовић                          | Мадам Бела                     |
| Милан Маринков                             | Деран близанац 1               |
| Милорад Маринков                           | Деран близанац 2               |
| Милица Милша                               | Врачара                        |
| Виолета Митровић                           | Савина сестра                  |
| Круна Савић                                | Лиза                           |
| Нађа Секулић                               | Чистачица                      |
| Ива Штрљић                                 | Маргита                        |
| Ратко Танкосић                             | крезуби надничар               |
| Владан Живковић                            | Средоје                        |
| Мирко Пантелић                             | Жандар                         |
| Иван Зекић                                 | млађи Голдштајн                |

## Епизоде
| Бр. еп. (укупно) | Бр. еп. (у сезони) | Наслов | Редитељ         | Сценариста                         | Премијера          |
| --- | ------------------ | ------ | --------------- | ---------------------------------- | ------------------ |
| 1 | 1                  |        | Љубиша Самарџић | Ђорђе Милосављевић и Тончи Матулић | 17. октобар 2009.  |
| То је прича о Сави Лађарском, смештена у фотогеничне двадесете године, непосредно пред Први светски рат. Сава Лађарски је момак из сиромашне паорске породице, складних супротности, где су улице равне, а у биртијама столови раштркани. Троје младих људи: Сава, Петрашин и Марија, одраста заједно. Пре него што се догодила љубав између Марије и Саве, почиње Први светски рат. Саву и Петрашина одводе у војску аустроугарске монархије. Рат је завршен. Сава се враћа кући. Затиче Петрашина који је изгубио руку на ратишту. Рађа се страсна љубав између Саве и Марије, али са њом почињу и све њихове перипетије и невоље. Сава и Марија желе да крунишу своју блискост браком. Пијани Савин отац не прихвата њихову везу, јер поред три кћери не жели да "храни нова гладна уста"! Необуздани Сава побије се са својим оцем, оставља Марију и напушта родно село. Сава се опрашта са људима из чарде у којој је бекријао и безмерно банчио! Креће у варош и иде код свог ујака, који му налази посао у млину богатих Гранфилдових, угледне, старе Немачке, Алзашке породице. |                    |        |                 |                                    |                    |
| 2 | 2                  |        | Љубиша Самарџић | Ђорђе Милосављевић и Тончи Матулић | 24. октобар 2009.  |
| У Саву се заљубљује Аница, јединица, млада наследница Гранфилдових. Њен отац износи Сави предлог који би могао да му промени живот, ако прихвати брак са Аницом. Сава се опире, јер његовој љубави нема замене! Савин ујак ипак успева да убеди Саву, чиме постаје наследник великог породичног богатства! Ипак, несигуран у своју одлуку, Сава још једном креће на пут ка родном селу, жељан сусрета са Маријом. У разговору са болесном мајком сазнаје да је његова прва, младалачка љубав на порођају умрла рађајући њихово дете, Дуњу. Дуња расте у кући Савиног кума Петрашина, који је примио дете као своје! Петрашин се никада није мирио са неузвраћеном љубављу коју је осећао према Марији. Једино пијани, један другом у кафани, имају много штошта да кажу и пребаце! Петрашин му саспе у лице да је крив за Маријину смрт! Пун емоција, Сава позива свог кума Петрашина, обогаљеног и без руке, да заједно појашу коње које му је његов таст поклонио као свадбени дар! Петрашин прихвата лудост и крећу галопом по мраку, када коњи слабо виде! Петрашин гине, а Сава напушта Аницу. |                    |        |                 |                                    |                    |
| 3 | 3                  |        | Љубиша Самарџић | Ђорђе Милосављевић и Тончи Матулић | 31. октобар 2009.  |
| На сахрани кума Петрашина, Саву изненади појава жандарма. Аница, његова званична жена, бесна и повређена што је напустио кућу, затражила је његово хапшење, а о малој Дуњи стара се деда, Маријин отац, сеоски учитељ Живота. На сахрану Аничиног оца Гранфилда, стиже и њена гувернанта, госпођа Главацки, у пратњи свог сина, кога је добила с њеним покојним оцем и скривала га дуже од деценије. Аница је у шоку кад сазна да је тај дечак ванбрачни син из везе старог Гранфилда и гувернанте Главацки. У хистерији, истерује све са помена. Сава у притвору размишља да ли је са Дуњом, његовом ћерком из "забрањене љубави" све у реду. Изненада се у затвору појављује Аница, која му саопштава да је повукла пријаву против њега и да ће ускоро бити ослобођен. Сава скупља храброст и каже јој да има дете са другом женом. По изласку из притвора, Сава је већ одлучио да се потпуно посвети васпитавању и одгајању ћерке Дуње. Драинац, његово сиротињско село, не чини му се као добро место за живот, јер односи са оцем и даље остају затегнути. Живота му предлаже да закупе салаш Шмитових, који се може добити са релативно скромним средствима. Сава пристаје. Задужује се да би закупио салаш, па се са Дуњом и њеним дедом настањује на запуштеном и полусрушеном имању. Сава навраћа у чарду да би се задужио код лихвара Кир Теје. Са Животом купује имање Шмитових. Упркос великим напорима, њега прати и зла срећа. Бунар Шмитових, по својој води познат у целом крају, изненада пресушује. Сава одбија да прихвати сујеверно објашњење сељака из околине да се, откад су Шмитови напустили имање, проклетство спустило на цео тај атар. |                    |        |                 |                                    |                    |
| 4 | 4                  |        | Љубиша Самарџић | Ђорђе Милосављевић и Тончи Матулић | 7. новембар 2009.  |
| Сава одлази у чарду да потражи надничаре за помоћ при копању бунара. Тамо среће пар досељеника из Херцеговине, брата Гаврила и сестру Милину Брђевић и доводи их на салаш. Они трагају и проналазе воду, а Милина се загледа у Саву. Аници посао цвета и од власника чарде Вавана добија сваку нову информацију о Савином животу. Када Аница сазна да Милина полако постаје нови члан њихове мале породице, напросто побесни. Сава, када коначно скупи своју мршаву жетву, наилази на неочекивани проблем. Шеф откупне станице саопштава му да је његов род јако лошег квалитета и да зато могу да му плате само најмању могућу откупну цену. Сава је због тога бесан. Нови, неочекивани гост, стиже на салаш - Аница Гранфилд. Сава не зна како да реагује на ову ненајављену посету. Она му објашњава да је чула за његове муке са продајом кукуруза и да не може тек тако да пређе преко чињенице да живе у беди. Он се колеба. Тог јутра, Сава буди Милину и каже јој да види и њену лепоту и њену доброту, али да је он никад неће волети. Милина је потресена Савиним речима, јер га искрено воли. Милина одлази, Сава се опрашта са Животом и током поподнева он и Дуња стижу до имања Гранфилдових. Аница их дочекује не трудећи се да сакрије своје ликовање. |                    |        |                 |                                    |                    |
| 5 | 5                  |        | Љубиша Самарџић | Ђорђе Милосављевић                 | 14. новембар 2009. |
| Сава и Дуња почињу живот на имању Гранфилдових. Аница испуњава своја обећања и Дуња добија најбоље гувернанте и учитеље. Чаба, озлојеђен због Савиног повратка у млин, исте вечери у коњушници затиче Аницу која му открива да зна да је заљубљен у њу, и то од времена кад су били деца. Аница му се баца у загрљај и препушта страсти. Сава их ненадано затиче у љубавној сцени у млину. Свађа, која се развија између њих, претвара се у тучу. Аница му објашњава, да је она поново удата жена и да сада има и званичног љубавника. Он, запањен, схвата да га је Аница овде довела само да би му се светила због бола који јој је нанео остављајући је. Чаба кује план како да убије Саву у лову. Пуцајући у Саву, оклизне се и падне у воду, из које га извлачи управо Сава. Сава прихвата незахвалан посао наплате дугова од дужника! То га уводи у свет коме се најмање надао - у јавну кућу која дугује паре за брашно Гранфилдовом млину. Све више бежећи од куће, успоставља контакт са Рускињом из Петрограда, која је бродом дошла у Котор и стигла до равница Баната. Та необична веза зближава двоје усамљених људи и Сава се препушта љубави проститутке. |                    |        |                 |                                    |                    |
| 6 | 6                  |        | Љубиша Самарџић | Ђорђе Милосављевић                 | 21. новембар 2009. |
| Сава и проститутка могу сетно и одсутно да размишљају колико је рат утицао на њихове животе и заувек их из корена изменио. Аница открива Чаби да је волела и воли само једног, Саву, што је и једини разлог зашто Аница уопште проводи време са Чабом. Чаба јој открива тајну свог ожиљка у коси: она га је, када је био дете, ударила бичем и тако обележила за цео живот. Одмах након тога, он је искористио прилику да под Аничино седло стави ексер. Коњ се од бола пропео, збацио је са седла и тако је обогаљио још у детињству. Откриће ових тајни, свађу љубавника само распламсава. Чаба сад жели да се помире и покушава да пољуби Аницу. Она му узвраћа шамарима, а Чаба је гневно одгурне од себе, што доводи до трагичне несреће. Аница упада у воду која је повуче под млин. |                    |        |                 |                                    |                    |
| 7 | 7                  |        | Љубиша Самарџић | Ђорђе Милосављевић                 | 28. новембар 2009. |
| Неколико година након одласка Саве и Дуње са имања Гранфилдових, Дуња постаје девојчурак који расте окружен љубављу оца и деде. Дуња све чешће хвата себе у сањарењу: о граду, вршњацима, неком богатијем и разноврснијем животу. Зато се обрадује кад у шетњи, недалеко од куће, примети да дунђери и столари на обали Тисе подижу чарду. Здравље Александрине Главацки почиње да губи битку са њеним годинама. Она зове на састанак дугогодишњег адвоката Гранфилдових. Њена намера је да тестаментом регулише располагање баштином, коју су користили од кад су се доселили у кућу Гранфилдових. Њен син Александар, одрастао под ауторитарном и посесивном мајком, нестрпљив је да постане једини газда великог имања. Сусрет са породичним адвокатом Гранфилдових распрши све наде Главацких. Аница Гранфилд је, упркос својој младости, прерану смрт дочекала спремна. Њен тестамент прецизан је и необорив. Прави власник имања Гранфилдових још увек је Дуња Лађарски, Аничина усвојена ћерка, и тако ће остати све до њене смрти или док се тог имања писмено не одрекне. Адвокат још скреће пажњу Главацкима да њих двоје имају среће што ни млада Дуња, ни њен отац нису упознати са свим детаљима тестамента. Кад то чује, Александрина ће од беса једва доћи до речи. Ипак, биће довољно мудра да адвокату понуди мито и тако купи његово ћутање. У међувремену, у чарди Дуња упознаје и младог гитаристу Филипа, кога Цигани са којима свира зову Бели. Млади музичар допадне се Дуњи на први поглед. По повратку на салаш, Дуња исприча свом оцу да је била на чарди. Сава је укори, јер то није место за девојку попут ње. Сава одлучује да ће и сам да оде до чарде и упозори нове газде да не нуде своје услуге младим људима, поготову не младим женама. Сава долази на чарду. Запањен, схвата да познаје нове власнике чарде. То су Габрило Брђевић и његова сестра Милина. |                    |        |                 |                                    |                    |
| 8 | 8                  |        | Љубиша Самарџић | Ђорђе Милосављевић                 | 5. децембар 2009.  |
| Брђевићи су одлучили да купе чарду и ту воде посао. Брђевић и Сава договарају посао: Сава ће продавати чарди нешто од производа, меса, сира и поврћа, које он добија на свом салашу. Сава се враћа кући, под утиском сусрета у новоизграђеној чарди. Недалеко од салаша затиче двоколице, са напрслом осовином. Поред њих је Александар Главацки и један од слуга са имања Гранфилда. Главацки га моли за помоћ. Сава предлаже да празна кола и коња поведу до његовог салаша - тамо ће моћи да окују осовину. Са Александром Главацким Сава стиже до куће, где их чекају Дуња и деда. Александар поздравља Дуњу која је изненађена променом на њему. У шармантном мушкарцу једва препознаје нагојеног и насилног дечака из младости. Када стигне кући, његова тешко болесна мајка га укорава - шта је тражио код Лађарских, који им никад нису били пријатељи, нити ће то бити? Треба се држати подаље од њих, каже му Александрина, а ако нешто затраже, повести борбу у суду. На мајчине примедбе, као и увек, Александар послушно климне главом, али ипак изгледа да он има сасвим друге планове. У чарди се појављује и нови гост, Реџа Ас, искусни коцкар из средишта који познаје од раније Брђевића и Милину. Реџа Ас непогрешиво нањуши заинтересованост Филипа Белог за коцку. Испоставља се да је Филип напустио град, пошто је на коцки изгубио већи део очевог имања. Александар посећује Дуњу на салашу. Њеног оца Саву пита да ли има његову дозволу да изведе Дуњу на игранку, коју организују чланови културног друштва чији је он члан. Иако је заинтересована за игранку, Дуња ће ипак ухватити прилику да Александру каже како може да му буде само пријатељица - њено срце већ је освојио неко други. Александар сакрива своје разочарање и увређеност наслутивши да Дуња говори о младом музичару са чарде, Филипу Белом, кога је већ спомињала у разговору са оцем.      |                    |        |                 |                                    |                    |
| 9 | 9                  |        | Љубиша Самарџић | Ђорђе Милосављевић                 | 12. децембар 2009. |
| Александар Главацки долази на чарду. Упознаје Брђевиће, младог Филипа, потом и Реџу Аса, искусног и вештог коцкара. На чарду нешто касније стиже и Сава. Он жели да разговара са Милином. Приметио је да она долази у пратњи дечака - за кога сазнаје да је њен син, рођен ванбрачно. Сава напречац одустаје од планираног разговара и пожури назад кући. Филип и Дуња почињу да се забављају тајно. Дуња је срећна што је Филип одлучио да градски живот замени за живот на обали реке. Александар, по договору, долази и води Дуњу на игранку. Труди се да све прође у најбољем реду. Иако заљубљена у Филипа, Дуња је импресионирана младим људима са врха друштвене лествице, међу којима се Александар креће лако и самопоуздано. Кад неко од присутних направи неумесну шалу на рачун Дуњиног порекла и сиромаштва, Александар је узима у одбрану, доказавши се у њеним очима као прави пријатељ и заштитник. Млади Филип и искусни Реџа Ас започињу партију покера. На запрепашћење свих у чарди, Реџа Ас почиње да губи. Као да је и искусни коцкар затечен наглим губитком своје среће. Филип је одушевљен добитком - он нуди Реџи Асу реванш, у који ће оба играча уложити веће суме новце. Реџа Ас то прихвата и потом одлази са чарде. Са освојеним новцем Филип већ занесено размишља о будућем добитку, којим би могао да омогући заједнички живот са Дуњом. |                    |        |                 |                                    |                    |
| 10 | 10                 |        | Љубиша Самарџић | Ђорђе Милосављевић                 | 19. децембар 2009. |
| Филип Бели и Дуња Лађарски уживају у љубави. Филип већ прави планове за њих двоје. Дуња са задовољством слуша његове приче не схватајући да Филип куле заједничних снова прави од карата. Александар долази да би још једном повео Дуњу у Средиште. Дуња му се сад поверава као блиском пријатељу - открива му планове и наде које она и Филип имају за будућност. Александар је довољно мудар да јој не противречи. Поврх свега, он убеди Дуњу у своју љубав, која је, иако неузвраћена, искрена, озбиљна и дубока. Филип је дошао у Средиште, да би се нашао са својим старим пријатељем, Спиром, адвокатом. Он га сад моли да му набави заложни лист од куће, јединог дела Филипове имовине који он није прокоцкао и у којој му још увек живе мајка и сестра. Сава коначно скупи храброст да пита Милину је ли дечак којег она одгаја његов син и сазнаје да није. Филип Бели и Реџа Ас играју нову партију. Филип брзо губи раније освојен новац, чак и заложни лист своје куће у Средишту. Филип, ипак, затражи од Реџе још једну партију, на "двоструко или ништа". Кад се покер приведе крају, Филип не само да се није ослободио пређашњих дугова, већ запао у још веће, потрошивши не само кућу у којој живе његова мајка и сестра, него и новац којим чак и не располаже. Реџа Ас каже Филипу да постоји једноставан начин да се ослободи својих коцкарских дугова. Све што Филип треба да уради јесте да замоли Дуњу да се за помоћ обрати свом имућном пријатељу, Александру Главацком. Реџа Ас у чарди оставља пораженог и очајног Филипа, те одлази на састанак са Александром Главацким коме саопштава да је све ишло онако како су се и договорили. |                    |        |                 |                                    |                    |
| 11 | 11                 |        | Љубиша Самарџић | Ђорђе Милосављевић                 | 26. децембар 2009. |
| Дуња саопштава оцу и деди да их је Александар позвао на своје имање на ручак. Филип је отишао у Средиште код свог адвоката Спире да се посаветује с њим због Александрових сплетки око Дуње. Спира му каже да треба да имају свог шпијуна у кући Главацких. Биће то његова служавка која ће се запослити код њих. Фридрих долази на салаш и води Дуњу и Саву на ручак код Александра. Спира открива Филипу да Александар крије неку тајну у вези са имањем Гранфилдових. За време ручка, Александар је стално у паници, јер му мајка у бунилу дозива име адвоката Голдштајна. Уз то, он признаје Дуњи да је откупио Филипов дуг од Реџе Аса. Служавка открива Спири да је сазнала да, по тестаменту Анице Гранфилд, Дуњи припада нешто од имања Гранфилдових. Због сталног дозивања Голдштајновог имена, Фридрих јастуком задави Александрову мајку Александрину. Породични лекар констатује смрт, али и сумњу да је до ње дошло природним путем. Голдстин позива Александра и каже му да се Филипов адвокат распитује око тестамента. У међувремену, Филип доводи Спиру на салаш код Лађарских. Спира им открије да, по тестаменту, читаво имање Гранфилдових, у ствари, припада Дуњи Лађарски. Дуња схвати да је Александар према њој све ово време био љубазан само због наследства. |                    |        |                 |                                    |                    |
| 12 | 12                 |        | Љубиша Самарџић | Ђорђе Милосављевић                 | 2. јануар 2010.    |
| На сахрани Александрине Главацки изненада се појави и Дуња. Она враћа Александру прстен који јој је дао рекавши му да је открила његове нечасне намере. Александар хитно нареди адвокату Голдштајну да јави жандарима да ухапсе Филипа због коцкарског дуга који је он откупио од Реџе Аса. Филипа сакривају у кући Лађарских, али кад Александар то открије, Филип доспева у затвор. Тамо га посећује Александар који му нуди нагодбу, а потом и Дуња. Филип открива Дуњи да га Александар уцењује због ње и дуга. Сава и Милина поново обнављају стару романсу коју открије Милинин син Данило. Сава и Дуња одлазе на имање Гранфилдових нудећи Александру да поделе наследство у замену за Филипову слободу. У међувремену, Милина одлази у хотел код Реџе Аса. Сазнајемо да је, у ствари, он Данилов отац из неуспешне везе са Милином од пре неколико година. Милина га моли да опрости Филипу коцкарски дуг. Потом се врати на салаш и призна Сави своју везу са Реџом. |                    |        |                 |                                    |                    |
| 13 | 13                 |        | Љубиша Самарџић | Ђорђе Милосављевић                 | 9. јануар 2010.    |
| После разговора са Милином и дужег размишљања у својој хотелској соби, Реџа Ас одлази код Филиповог адвоката Спире и отписује Филипов коцкарски дуг. Филипа Белог пуштају на слободу и он се враћа Дуњи на салаш. Фридрих и Александар, бесни због Филиповог пуштања на слободу, исте вечери пресретну Реџу Аса у вароши и поломе му све прсте на руци. Фридрих предложи Александру да позове Дуњу саму на имање, тобож да се договоре око имања, а потом да је убије. Преко адвоката Голдштајна, Дуња прими Александров позив за нагодбу, у коме је услов да она сама мора доћи на имање због преговора. Филип јој саветује да се припази. Фридрих показује Александру како ће убити Дуњу кад дође, гурнуће је у воду под млин, баш као и Чаба Аницу, десет година раније. Дуња долази на имање Гранфилдових. Стају тачно изнад места где се догодило и претходно убиство. Александар се колеба - нема снаге да гурне Дуњу у воду. Дуња се спасе и побегне са имања. Фридрих виче на Александра, назива га слабићем и признаје му да је он лично задавио његову мајку Александрину. Александру се помути свест и он убије Фридриха веслом, те побегне са имања. У чарди је велико весеље. Сава се жени Милином, а адвокат Спира долази са радосни вестима - имање Гринфилдових је коначно Дуњино! |                    |        |                 |                                    |                    |